# 翁素
翁素（1487年—？），字誠夫，浙江寧波府慈谿縣人，民籍，明朝政治人物。

## 生平
浙江鄉試第二十五名舉人。正德六年（1511年）中式辛未科會試第一百八十六名，登第三甲第四十三名進士。

## 家族
曾祖翁汝播；祖父翁暉；父翁通，母鄭氏。具庆下。